# Strönfeld
Koordinaten: 52° 9′ 3″ N, 7° 10′ 4″ O
Das Naturschutzgebiet Strönfeld liegt auf dem Gebiet der Gemeinde Metelen im Kreis Steinfurt in Nordrhein-Westfalen. Das aus zwei Teilflächen bestehende Gebiet erstreckt sich westlich des Kernortes Metelen zu beiden Seiten der Kreisstraße 59. Westlich verlaufen die Landesstraße 573 und die A 31, nordöstlich verläuft die L 582 und südlich die B 70. Westlich erstreckt sich das 187,63 ha große Naturschutzgebiet Füchte Kallenbeck (BOR).

## Bedeutung
Für Metelen ist seit 1982 ein 248,81 ha großes Gebiet unter der Kenn-Nummer ST-039 als Naturschutzgebiet ausgewiesen. Das Gebiet wurde unter Schutz gestellt zur Erhaltung, Entwicklung und Wiederherstellung von Lebensgemeinschaften und Lebensstätten, insbesondere von seltenen und z. T. stark gefährdeten landschaftsraumtypischen Pflanzen- und Tierarten in einem ehemaligen Heidegebiet mit Feucht- und Trockenheide und von seltenen, zum Teil gefährdeten Wat- und Wiesenvögeln, Amphibien und Wirbellosen sowie Pflanzen und Pflanzengesellschaften des offenen Wassers und des feuchten Grünlandes.
Das Naturschutzgebiet ist Teil des Europäischen Vogelschutzgebiets „Feuchtwiesen im nördlichen Münsterland“.